# Raoul d'Anquetonville
Raoul d'Anquetonville ou d'Auquetonville, mort en 1413 à Bruges, est un noble normand qui est au service des ducs de Bourgogne. Financier peu scrupuleux,  il assassine Louis d'Orléans, le 23 novembre 1407, sur ordre de Jean sans Peur.

## Biographie

### Famille
Le nom de famille de Raoul d'Anquetonville est parfois aussi orthographié Aquetonville, Auquetonville ou Octonville. Il provient d'Ancteville, dans le département de la Manche.
Plusieurs membres de cette famille sont connus au XIVe siècle. Raoul d'Anquetonville, châtelain de Vire en 1378, est cité jusqu'en 1383. Il pourrait être le père de Raoul d'Anquetonville qui assassine Louis Ier d'Orléans. D'autres membres de cette famille apparaissent dans les sources. Foulques d'Anquetonville est secrétaire de Louis duc d'Orléans puis du roi. Il est seigneur d'Anquetonville en 1400. Jean d'Anquetonville apparaît en 1398-1400, comme maire de Bur-le-Roi, dans la commune actuelle de Noron-l'Abbaye et comme écuyer d'écurie du roi. Il est peut-être frère de Raoul.

### Protégé des ducs de Bourgogne
On ignore la date de naissance de Raoul d'Anquetonville. Il est cité pour la première fois en 1383, à l'ost de Bourbourg, dans la suite de Philippe le Hardi. En 1390, il est écuyer d'écurie du roi, et part en mission en Écosse pour recruter cent vingt archers. Il est ensuite capitaine de Pont-d'Ouve, pont fortifié à l'entrée des marais du Cotentin, dans la commune actuelle de Saint-Côme-du-Mont. En 1396, il joue un rôle dans la constitution de la dot d'Isabelle de France.
En septembre 1398, Raoul d'Anquetonville devient un des trois généraux conseillers sur le fait des aides,, sans doute grâce à Philippe le Hardi. Il est disgracié en 1401 pour une affaire de détournement de fonds : il prétend avoir bénéficié d'un don de la reine Isabeau de Bavière, pour qui il s'agissait d'un prêt dont elle réclame restitution. Raoul d'Anquetonville est condamné par le Parlement le 4 juin 1401 à rembourser la somme due et déchu de ses charges,.
Malgré cette condamnation, Raoul d'Anquetonville est nommé trésorier de France le 21 juin 1402, grâce à la protection de Philippe le Hardi,,. C'est ce dernier qui impose Raoul d'Anquetonville à la Chambre des comptes, qui d'abord le refuse. Raoul d'Anquetonville conserve cette fonction jusqu'en 1404,. Il est en effet révoqué après la mort de Philippe le Hardi, mais il reste au service de son fils Jean sans Peur, comme écuyer d'écurie,,.
En mars 1407, Raoul d'Anquetonville est de nouveau condamné à payer une dette. Il semble bien qu'il est souvent à court d'argent et qu'il vit d'expédients,. Il est aux abois et prêt à tout pour se sortir de sa mauvaise situation financière.

### L'assassinat

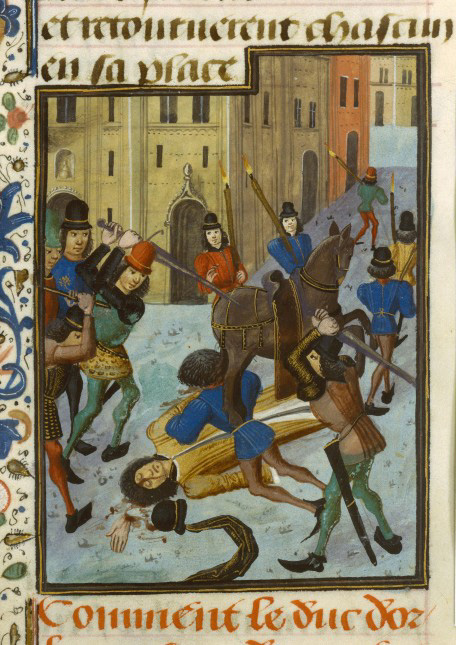
Maître de la Chronique d'Angleterre, Assassinat du duc Louis d'Orléans, enluminure, vers 1470 ?-1480 ?, Enguerrand de Monstrelet, Chroniques (abrégé), vers 1470-1480, Mss, fr. 2680, Paris, Bibliothèque nationale de France.

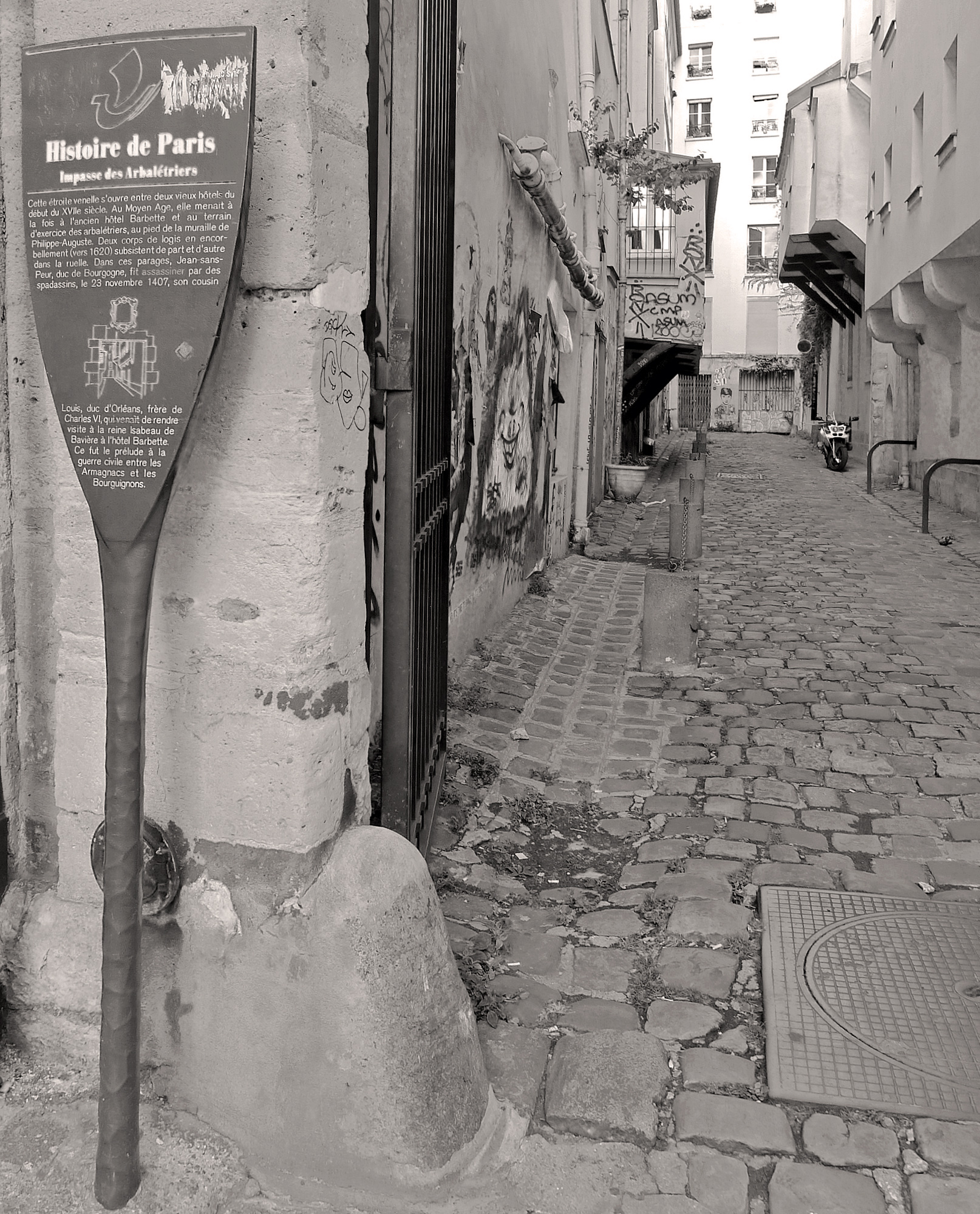
Entrée de l'impasse des Arbalétriers (2014) avec une borne historique rappelant le meurtre de Louis Ier d'Orléans en 1407.

Sur ordre de Jean sans Peur, Raoul d'Anquetonville prépare l'assassinat de Louis Ier d'Orléans,,. En juin 1407, Raoul d'Anquetonville tente sans succès de louer une maison près de l'hôtel royal,. Le 8 août 1407, il reçoit 100 écus de Jean sans Peur. Il réussit finalement en novembre à louer l'hôtel à l'Image de Notre-Dame dans la rue Vieille-du-Temple,.
Le 23 novembre 1407, un groupe d'une quinzaine de tueurs dirigés par Raoul d'Anquetonville y attendent le passage du duc d'Orléans, alors qu'il sort de l'hôtel Barbette. Louis d'Orléans vient de rendre visite à la reine, qui a accouché deux semaines auparavant. Un de ses serviteurs, Thomas Courteheuse, l'attire dans le guet-apens en lui disant que Charles VI le roi le demande. Son escorte est peu nombreuse et les tueurs l'assassinent dans la rue,.

Le chroniqueur bourguignon Enguerrand de Monstrelet raconte ainsi cet événement : 

« Et quant il vint assez près de celle porte de Barbète, les dix-huit hommes dessusdiz, qui estoient couvertement armez, l’actendoient auprès d’une maison. Si faisoit assez brun pour ceste nuit. Et lors incontinent, iceulx, meuz de hardie et oultrageuse voulenté, saillirent tous ensemble à l’encontre dudit duc, et en y eut ung qui s’escria : « A mort ! à mort ! » et le féry d’une hache, tellement qu’il lui coppa le poing tout jus. Et adonc, ledit duc, voiant celle cruelle entreprinse ainsi estre faicte contre lui, s’escria assez hault : « Je suis le duc d’Orléans ! » Et aucuns d’iceulx respondirent, en férant sur lui : « C’est ce que nous demandons ! » Entre lesquelles paroles la pluspart d’iceulx recouvrèrent et prestement par force et habondance de corps fut abatu jus de sa mule, et sa teste toute escartelée, en telle manière que la cervelle chey sur la chaussée ; et là, le retournèrent et renversèrent, et si très terriblement le martelèrent, que là présentement fut mors et occis très piteusement. »

Selon la Chronique du religieux de Saint-Denis, écrite en latin : « Au même instant, Raoul, leur chef, transporté d'une rage vraiment diabolique, lui abattit la main gauche d'un seul coup de hache, puis lui asséna sur le crâne un autre coup, qui donna la mort à cet illustre prince ». Afin de minimiser la responsabilité de Jean sans Peur, Enguerrand de Monstrelet souligne la volonté de vengeance de Raoul d'Anquetonville : « Et fut le principal conducteur de ce cruel homicide, ung nommé Raoulet d'Actonville, de nacion normant, auquel paravant, le duc d’Orléans avoit fait oster l'oﬃce des généraulx, duquel le Roy l'avoit pourveu à la prière et requeste du duc Phelippe de Bourgogne defunct. Et pour ce desplaisir, advisa ledit Raoulet manière comment il se pourroit venger d'icellui duc d’Orléans ».

### Le prix de l'assassinat
Raoul d'Anquetonville se réfugie ensuite en Flandre,. Dans le groupe d'assassins, il est celui qui tire le plus profit de l'attentat. Il reçoit d'abord un traitement de 50 francs par mois et de nombreux dons, conséquents, en 1408 et en 1409,. Ensuite, le 12 août 1408, Jean sans Peur lui institue une pension annuelle et viagère de 1 200 francs, en considération « des grans et notables services que son amé et féal escuyer d'escuierye Raoulet d'Anquetonville » lui a rendus et pour l'avoir préservé « d'encourir mort cruelle »,.
Au printemps 1409, Jean sans Peur nomme Raoul d'Anquetonville châtelain de Beveren. Il s'agit, là encore, de le récompenser en lui assurant des revenus. Il est remplacé à la fin de l'année 1410 par Pierre des Essarts.
Raoul d'Anquetonville meurt de mort naturelle à Bruges en 1413,. Sa fille est encore attestée dans le Cotentin en 1453 dans un procès qui concerne un ancien fief de son père.